# XVI. Lajos-stílus
A XVI. Lajos-stílus (franciául: Louis-seize) az azonos nevű francia király (1774–1792) uralkodása idején jellemző stílus az építészetben, belsőépítészetben, művészetekben. A barokk ez idő tájt kezdett átváltani a klasszicizmusba, ennek kapcsán alakult ki a XVI. Lajos-stílus, amely időben és céljait tekintve a közép-európai copf stílusnak felelt meg.

## Leírása
Az uralkodói házhoz kötődő stílus 1760 és 1790 között jelentkezett, a barokk, a rokokó lenyugvásának időszaka, kiegyensúlyozott és rafinált. Az építészet kezdett visszanyúlni az ókori klasszikus formákhoz, de leginkább a belső berendezésekben, az iparművészeti termékekben (bútor, textil, ruhaviselet) jelentkezett az új stílus. Megjelentek a ókori klasszicizmusra emlékeztető geometrikus formák, a finom naturalisztikus ábrázolások, koszorúk, girlandok, szalagok, s más, az antik világra emlékeztető díszek, az érmék, az ékszerek formázása lineárisabb lett.

## Galéria

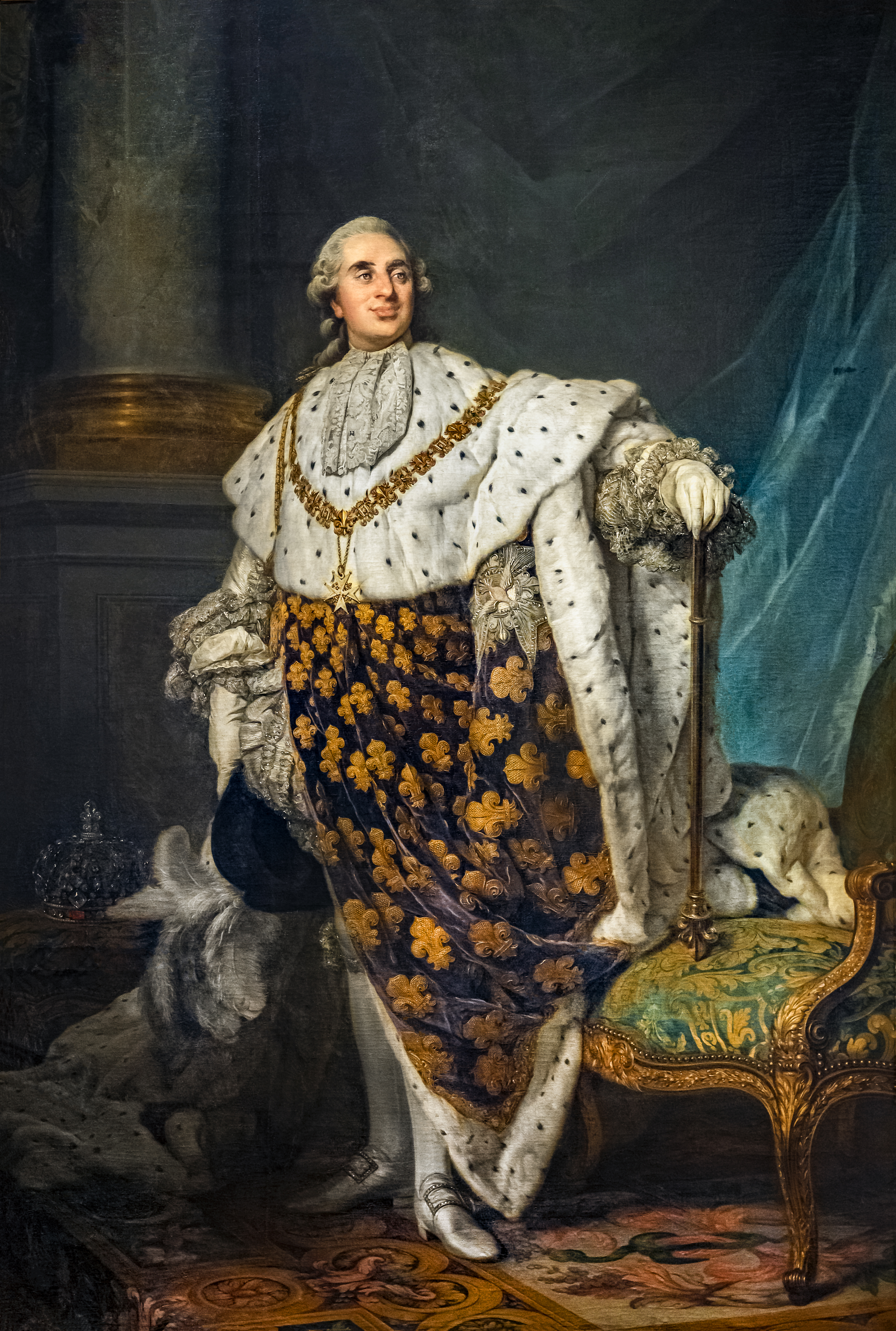
XVI. Lajos ábrázolása XVI. Lajos-stílusban (1777)
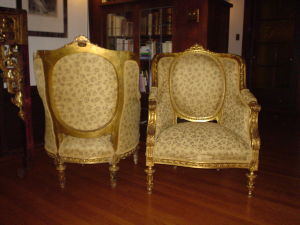
XVI. Lajos-stílusú faragott, aranyozott székek
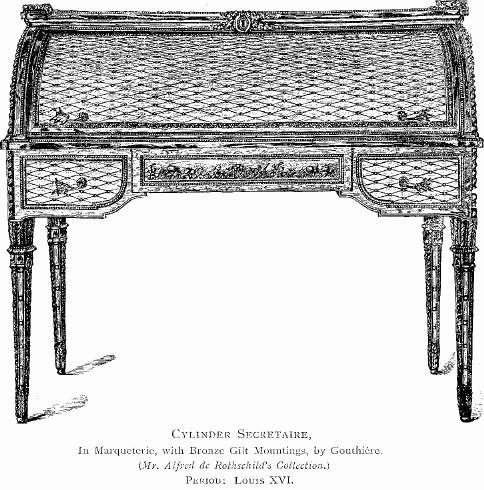
XVI. Lajos-stílusú levélíró szekrény
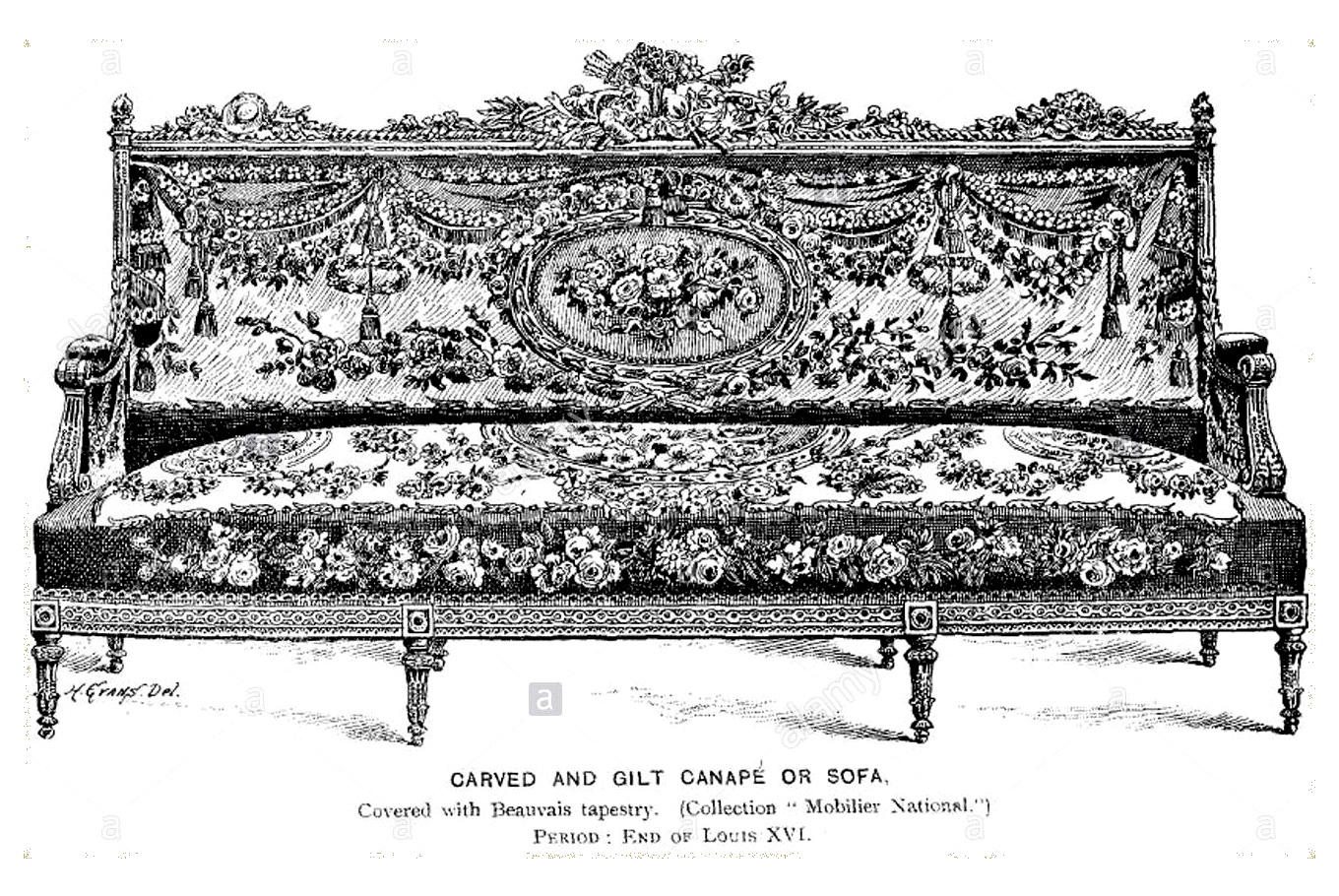
A kanapé borítása olyan, mint a faliszőnyegé
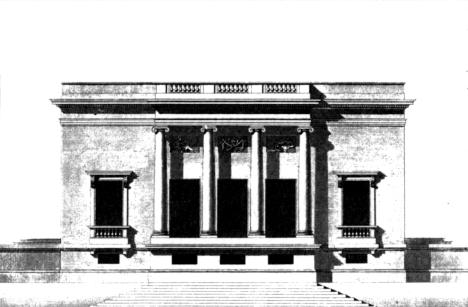
Mme du Barry nyaralója (1770-71; Louveciennes)